# Kernkraftwerk Hartlepool
Das Kernkraftwerk Hartlepool liegt in einem Industriegebiet im Randbezirk der Stadt Hartlepool in Nordost-England.
Es besteht aus zwei Reaktoren vom Typ AGR mit je einer Nettoleistung von 595 Megawatt.
Das Kernkraftwerk wird von EDF Energy betrieben. Die beiden Reaktoren erzeugen über 3 Prozent der Elektrischen Energie in Großbritannien.
Mit dem Bau wurde im Jahr 1968 begonnen. Der erste Reaktor Hartlepool-A1 wurde am 1. August 1983 zum ersten Mal kritisch. Der zweite Reaktor wurde am 31. Oktober 1984 in Betrieb genommen. Nachdem eine Schließung ursprünglich für 2019 vorgesehen war, wurde 2013 bekannt gegeben, dass das Kernkraftwerk erst im Jahr 2024 abgeschaltet werden soll. Im März 2023 wurde die Abschaltung auf 2026 verlegt und im Dezember 2024 um ein weiteres Jahr auf März 2027.
Im Jahr 2002 überlegte der Betreiber, ob sich der Standort Hartlepool für den Bau eines neuen Kernkraftwerks eignen würde, dies stieß allerdings sowohl bei Greenpeace als auch bei der lokalen Bevölkerung auf Protest.

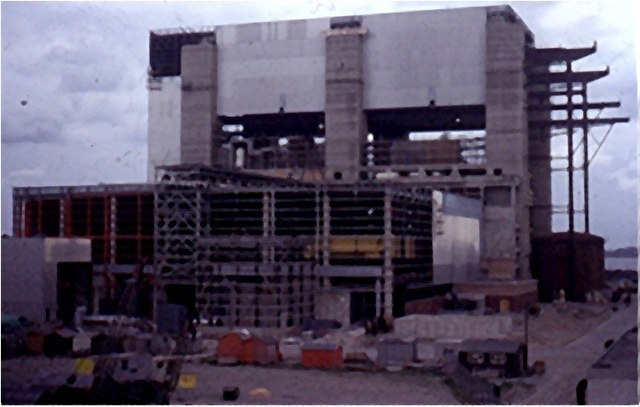
Kernkraftwerk Hartlepool während der Bauzeit im Juni 1972
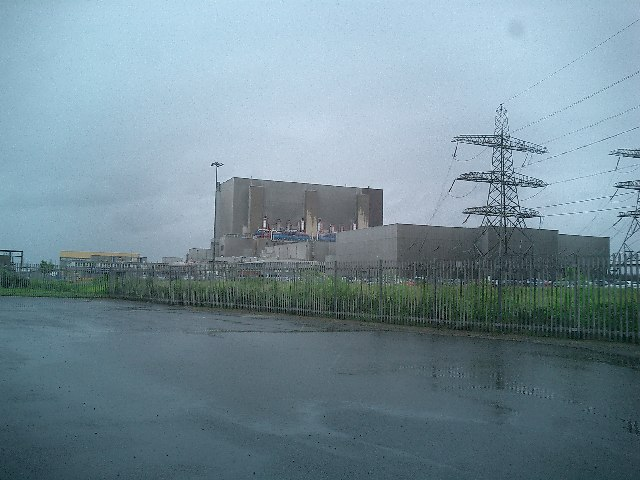
Kernkraftwerk Hartlepool
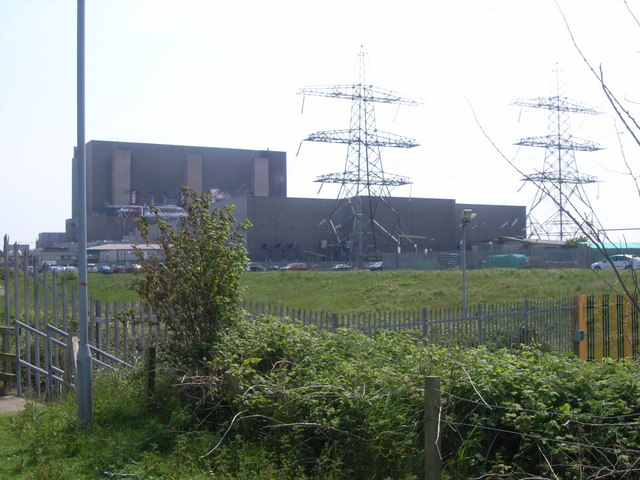
Kernkraftwerk Hartlepool

## Daten der Reaktorblöcke
Das Kernkraftwerk Hartlepool hat insgesamt zwei Blöcke:
| Reaktorblock  | Reaktor- typ | Netto- leistung | Brutto- leistung | Baubeginn       | Netz- synchronisation | Kommerzieller Betrieb | Abschaltung         |
| ------------- | ------------ | --------------- | ---------------- | --------------- | --------------------- | --------------------- | ------------------- |
| Hartlepool-A1 | AGR          | 595 MW          | 655 MW           | 1. Oktober 1968 | 1. August 1983        | 1. April 1989         | (geplant März 2027) |
| Hartlepool-A2 | AGR          | 595 MW          | 655 MW           | 1. Oktober 1968 | 31. Oktober 1984      | 1. April 1989         | (geplant März 2027) |